# Venera 13 e 14
Venera 13 e 14 (in russo: Венера-13 e Венера-14) erano due sonde gemelle del programma sovietico Venera per l'esplorazione di Venere.
Le sonde vennero lanciate nel 1981 a 5 giorni di distanza l'una dall'altra: la Venera 13 il 30 ottobre alle 6:04:00 UTC e la Venera 14 il 4 novembre alle 5:31:00 UTC. Entrambe avevano una massa in orbita di 760 kg.

## La sonda
Le sonde erano formate da un orbiter che trasportava al suo interno anche un lander. Gli strumenti presenti sull'orbiter erano un magnetometro, sensori per il vento solare e nuove versioni dell'esperimento per lo studio dei raggi cosmici presenti sulle sonde Venera 11 e 12.
Il lander era chiuso ermeticamente e pressurizzato e conteneva la maggior parte della strumentazione e dell'elettronica, montate in una piattaforma di atterraggio a forma di anello sulla cui sommità era posta un'antenna. Il design era simile a quello dei precedenti lander delle missioni Venera 9-12.
La strumentazione del lander comprendeva fotocamere a colori, due spettrometri a fluorescenza X, uno spettrometro di massa, una sonda di perforazione per prelevare campioni di superficie (capace, se necessario, di penetrare per 3 cm all'interno della roccia), un sismografo, un accelerometro (per analizzare la velocità di impatto al suolo, rilevata a 7,5 m/s), termometri, barometri, un fotometro direzionale, un fotometro ultravioletto, un ohmmetro (utilizzato per il suolo), un gascromatografo, una radio, un microfono, un nefelometro (strumento per lo studio delle nubi), un idrometro, strumenti per ottenere misurazioni chimiche e isotopiche, monitorare gli spettri e la dispersione della luce del sole e registrare durante la sua fase di discesa le scariche elettriche presenti nell'atmosfera venusiana.

## Atterraggio
Dopo il lancio e un viaggio di 4 mesi, i lander si separarono dalla sonda madre e si immersero nell'atmosfera venusiana (la Venera 13 il 1º marzo 1982 e la Venera 14 il 5 marzo). Dopo l'ingresso nell'atmosfera si aprì un paracadute che venne sganciato a un'altezza di circa 50 km dal suolo; dopodiché i lander sonda proseguirono la loro discesa sfruttando solamente l'aerofrenaggio.
La Venera 13 atterrò a 7,5° S, 303° E, circa 950 km più a nord della Venera 14, che atterrò a 13,25° S, 310° E vicino al lato est di una pianura basaltica conosciuta come Phoebe Regio.
L'area della Venera 13 era composta da affioramenti di roccia fresca circondati da un terreno scuro e fine, mentre l'altra sonda atterrò su un'estensione di sola roccia. Dopo l'atterraggio, le sonde iniziarono a riprendere il panorama e un braccio meccanico con una trivella ottenne un campione del terreno, che venne depositato in un alloggiamento sigillato ermeticamente, mantenuto a una temperatura di 30 °C e a una pressione di 0,05 atmosfere (5 kPa). La composizione del campione venne determinata dallo spettrometro a fluorescenza X. La Venera 13 rilevò una composizione simile a quella dei gabbri alcalini, mentre la Venera 14 simile a quella dei basalti presenti sui fondali oceanici.
Il lander della Venera 13 rimase attivo per 127 minuti e quello della 14 per 57 minuti (la durata progettata era di 32 minuti). La temperatura e la pressione misurate furono 457 °C e 84 atmosfere (8,5 MPa) per la prima e 465 °C e 94 atmosfere (9,5 MPa) per la seconda. I lander trasmisero i dati alle rispettive sonde madri che li inviarono verso la Terra.
Registrando il rumore del vento, oltre ai rumori prodotti dalla sonda stessa (tra cui la trivellazione), la Venera 13 fu la prima sonda a registrare un suono di un altro mondo. La seconda sarà la sonda Huygens, che atterrò su Titano trasportata dalla Cassini.